# E3 AF
E3 AF è il settimo album in studio del rapper britannico Dizzee Rascal, pubblicato nel 2020.

## Tracce
1. God Knows (featuring P Money) – 4:05
2. That's Too Much (featuring D Double E & Frisco) – 4:17
3. L.L.L.L. (Love Life Live Large) (featuring Chip) – 3:14
4. Body Loose – 2:31
5. You Don't Know (radio edit) – 2:30
6. Energies + Powers (featuring Steel Banglez & Alicaì Harley) – 2:54
7. Eastside (featuring Ghetts and Kano) – 3:06
8. Act Like You Know (featuring Smoke Boys) – 3:39
9. Don't Be Dumb (featuring Ocean Wisdom) – 3:31
10. Be Incredible (featuring Rob Jones TV) – 3:41